# Права людини в Німеччині
Права людини в Німеччині користуються високим рівнем захисту як у теорії, так і на практиці, і закріплені у Грундгезетці. Країна ратифікувала більшість міжнародних договорів з прав людини. Звіти незалежних організацій, таких як Амністія міжнародна, засвідчують високий рівень виконання прав людини, тоді як інші, такі як дослідник Тобіас Зінгельштайн, вказують на кілька проблем, зокрема поліцейська жорстокість та знущання з біженців. Звіт Freedom in the World 2008 року, у фінансуванні американського Фрідом Хаус, визначає для Німеччини оцінку «1» (найкраща можлива) як для політичних прав, так і для громадянських свобод.

## Право
Конституція Німеччини, Грундгезетц, яка набула чинності 23 травня 1949 року, надає особливу увагу правам людини. Її перше речення, «Людська гідність є недоторканною», тлумачиться як захист сукупності прав людини. Цей пункт захищений «клаузулою вічності» і не може бути змінений. Це має широкі наслідки для судової практики; наприклад, його використовували для обґрунтування права на інформаційне самовизначення в рішенні Федерального конституційного суду Німеччини в 1983 році.
Однак, враховуючи досвід Веймарської Республіки, Німеччина вважає себе wehrhafte Demokratie (оборонна демократія); дії, спрямовані на знесення демократичного порядку, не охоплюються правами людини.
Конституція гарантує всі права Всесвітня декларація прав людини (яка сама по собі не є юридично зобов'язальною), за винятком необмеженого права на притулок.
Ратифікація Європейської конвенції з прав людини дає громадянам можливість звертатися до Європейського суду з прав людини.
Обов'язкова військовий обов'язок для чоловіків була введена в 1956 році. У будь-який момент відмовники можуть вибрати виконання Zivildienst (цивільна служба) замість військової служби. Протягом обох служб багато прав людини, таких як свобода руху, призупиняються. З 1 липня 2011 року уряд не має можливості застосовувати це право в рамках цього аркуша, тобто військова служба наразі є де факто вільною у Німеччині. Однак немає планів відмінювати закони, які дозволяють призов до військової служби.

## Міжнародні договори
| Основні договори ООН                                                                           | Участь Німеччини       | Основні договори Ради Європи                                                                                    | Участь Німеччини       |
| Конвенція про ліквідацію всіх форм расової дискримінації                                       | Ратифікована у 1969 р. | Європейська конвенція з прав людини                                                                             | Ратифікована у 1952 р. |
| Міжнародний пакт про громадянські і політичні права                                            | Ратифіковано у 1973 р. | Протокол 1 (ЄКПП)                                                                                               | Ратифіковано у 1957 р. |
| Перший додатковий протокол (МПГПП)                                                             | Приєднано у 1993 р.    | Протокол 4 (ЄКПП)                                                                                               | Ратифіковано у 1968 р. |
| Другий додатковий протокол (МПГПП)                                                             | Ратифіковано у 1992 р. | Протокол 6 (ЄКПП)                                                                                               | Ратифіковано у 1989 р. |
| Міжнародний пакт про економічні, соціальні та культурні права                                  | Ратифіковано у 1973 р. | Протокол 7 (ЄКПП)                                                                                               | Підписано у 1985 р.    |
| Конвенція про ліквідацію всіх форм дискримінації проти жінок                                   | Ратифіковано у 1985 р. | Протокол 12 (ЄКПП)                                                                                              | Підписано у 2000 р.    |
| Додатковий протокол (КЛФДПЖ)                                                                   | Ратифіковано у 2002 р. | Протокол 13 (ЄКПП)                                                                                              | Ратифіковано у 2004 р. |
| Конвенція ООН проти катувань                                                                   | Ратифіковано у 1990 р. | Європейська соціальна хартія                                                                                    | Ратифіковано у 1965 р. |
| Додатковий протокол (ККТ)                                                                      | Ратифіковано у 2008 р. | Додатковий протокол 1988 р. (ЄСХ)                                                                               | Підписано у 1988 р.    |
| Конвенція про права дитини                                                                     | Ратифіковано у 1992 р. | Додатковий протокол 1995 р. (ЄСХ)                                                                               | Не підписано           |
| Додатковий протокол до Конвенції про права дитини про участь дітей у збройних конфліктах (КПД) | Ратифіковано у 2004 р. | Переглянута Європейська соціальна хартія                                                                        | Підписано у 2007 р.    |
| Додатковий протокол про продаж дітей, дитячу проституцію і дитячу порнографію (КПД)            | Ратифіковано у 2009 р. | Європейська конвенція про запобігання катуванням і нелюдському чи відшкодування за таке поводження чи покарання | Ратифіковано у 1990 р. |
| Конвенція про захист прав всіх мігрантів та членів їх сімей                                    | Не підписано           | Європейська хартія регіональних чи менших мов                                                                   | Ратифіковано у 1998 р. |
| Конвенція про права осіб з інвалідністю                                                        | Ратифіковано у 2009 р. | Рамкова конвенція про захист національних менших                                                                | Ратифіковано у 1997 р. |
| Додатковий протокол (КПОІ)                                                                     | Ратифіковано у 2009 р. | Конвенція про боротьбу з торгівлею людьми                                                                       | Підписано у 2005 р.    |
| Конвенція ООН проти корупції                                                                   | Підписано у 2014 р.    | Юридично зобов'язальний багатосторонній антикорупційний інструмент ООН                                          | Підписано у 2003 р.    |

Німеччина також є членом Ради ООН з прав людини. Вона визнає юрисдикцію Міжнародного кримінального суду.

## Звіти
Звіти Амнесті за 2005 та 2006 роки головним чином критикують — хоча вони вкрай рідко відбуваються і за більшістю випадків суворо покарані— деякі випадки поліцейського насильства, неправильного поводження з біженцями та расистські напади.
Звіт 2008 року за Свобода у світі від американського Фонду свободи надає Німеччині оцінку «1» (найкраща можлива) як для політичних прав, так і для громадянських свобод.

## Теми

### Утримання
Арешт повинен бути наказаний суддя. Зазвичай підозрюваний не може бути утримуваний більше шести місяців без вироку.
Смертна кара скасована. Суд може вирішити, що особу можна утримувати нестроково навіть після відбуття терміну покарання, якщо її засуджено за особливо серйозні злочини і вважається, на підставі експертних висновків, небезпечною для громадської безпеки (Sicherungsverwahrung).
Німецький громадянин Халід Ель-Масрі був викрадений ЦРУ в 2005 році і ув'язнений без суду протягом місяців, хоча був невинний. Німецька розвідка була рано про це проінформована, але нічого не підприйняла, що стало предметом інтенсивної політичної дискусії.

### Свобода слова
Свобода слова гарантується конституцією. Однак Volksverhetzung (заклик до ненависті або образа частини населення) є злочином, визначеним як поширення ненависті або образи проти частини населення. У 1994 році було додано пункт, який явно забороняє заперечення нацистських злочинів.

### Свобода зібрань
Публічні зібрання на відкритому повітрі вимагають (загалом) попереднього повідомлення місцевим органам, але не потребують дозволів. Місцеві влади можуть заборонити зібрання лише з міркувань громадської безпеки чи участі заборонених організацій.

### Свобода преси
Свобода преси в Німеччині, в цілому, дуже закріплена; у звіті 2009 року Індекс свободи преси від Reporters Without Borders Німеччина посідає 18-е місце серед 175 країн.
Найвідомішим випадком обмежень свободи преси був Спігель-скандал 1962 року, коли міністр оборони Франц Йозеф Штраус віддав незаконний наказ про арешт кількох журналістів після статті, що звинувачувала його в хабарництві. Скандал призвів до відставки Штрауса і серйозно підірвав репутацію канцлера Конрад Аденауер.
У 2005 році міністр внутрішніх справ Отто Шілі санкціонував обшук редакції періодичного видання Cicero, що було визнано атакою на свободу преси частиною німецької преси. Обшук був обгрунтований обґрунтованим підозрою у витоку державних таємниць. Однак 27 лютого 2007 року Федеральний конституційний суд визначив, що підозра, що журналіст допомагає видачі державних таємниць, недостатньою для обґрунтування обшуку, і, таким чином, обшук був незаконним. Знахідка була широко визнана як підсилення свободи преси.
Скандал щодо шпигунства за журналістами службою безпеки Бундеснагендієнст, що розпочався у травні 2006 року, досі не розкритий.

### Поліцейське насильство
Особливо через досвід, набутий під час нацистського режиму, німецька політика і суспільство дуже уважні до влади та способу роботи поліції. В Німеччині використання вогнепальної зброї—навіть поліцією—строго регулюється, і щорічно (порівняно з іншими країнами) відбувається лише кілька випадків вогневих боїв із поліцією. Проте в останні роки були деякі інциденти:
5 березня 2009 року людина померла в лікарні після падіння в кому, перебуваючи під вартою поліції у місті Хаген 17 лютого, де її фіксували лицем до долі. Прокуратура припинила свої розслідування та визнала, що сила, використана поліцією, була відповідною, незважаючи на те, що з 2000 року поліцейських навчають не обмежувати особу лицем до долі через ризик асфіксії.
У грудні 2008 року регіональний суд Дессау виправдав двох поліцейських в справі про смерть Урі Джалло внаслідок недбалості. Урі Джалло помер у 2005 році під час пожежі в його камері, де його фіксували до ліжка. У своїх усних висновках суду зазначено відсутність доказів як причину виправдання, і сильно критикується свідчення більшості поліцейських, які були свідками в судовому процесі. 13 грудня 2012 року регіональний суд Магдебурга скасував раніше виправдання і визначив недбалі вбивство. Раніше звинувачення в тілесних ушкодженнях з смертельними наслідками було відхилено прокуратурою з-за відсутності доказів. Звинувачений поліцейський був засуджений на штраф у розмірі 10 800 євро судом, більше ніж 6 300 євро, яке вимагала прокуратура.

### Практика піддавання тортурі
Немає звітів про систематичне використання тортур в Німеччині. Тим не менше, були окремі події, пов'язані з цим.
У 2002 році віце-президент поліції Франкфурта Вольфганг Дашнер наказав своєму підлеглому поліцейському погрожувати підозрюваному у викраденні застосуванням сили, щоб отримати інформацію про місцезнаходження викраденого (викрадений був вбитий невдовзі після викрадення, але підозрюваний повідомив поліції, що дитина ще жива, і Дашнер вирішив порушити закон, щоб врятувати дитину. Сам Дашнер записав офіційну записку про свої дії). Це спричинило емоційну дискусію щодо законності таких заходів. Дашнер був засуджений до мінімального можливого покарання — штрафу. Дашнер і підлеглий поліцейський залишилися на службі.
На суді проти підозрюваного у тероризм Муніра Ель Мотассадека суд використовував докази, надані американськими владами, незважаючи на загальновідомі факти тортур в таборах утримання ув'язнених у Гуантанамо.[джерело?] Вирок був скасований у зв'язку з відсутністю доказів. У січні 2007 року йому було винесено вирок на 15 років ув'язнення.[джерело?]
Примусові психіатричні втручання були повідомлені активістами зі збереження психічного здоров'я як нелюдські, відповідні критеріям та сприймаються як тортури. У 2011 і 2012 роках Федеральний конституційний суд і Федеральний суд правосуддя роз'яснили, що ніколи не існувало достатньої юридичної підстави для примусового лікування, як воно практикувалося до того часу. Під протестами правозахисників, яких підтримував соціолог професор Вольф-Дітер Нар, німецький уряд і поступово також уряди федеральних земель почали працювати над швидким легалізуванням примусового лікування. На момент прийняття першого з цих законів Спеціальний доповідач з питань тортур чи інших форм жорстокого, нелюдського або винищуючого поводження чи покарання Ради з прав людини ООН Хуан Е. Мендес повідомив про зловживання в галузі охорони здоров'я в усьому світі та політику, яка сприяє цим зловживанням. Він заявив, що:
«як це доручено цьому мандату та органами Організації Об'єднаних Націй, примусове лікування та інші психіатричні втручання в медичних закладах є формами тортур та жорстокого, нелюдського або винищуючого поводження» та «надзвичайно важливо, щоб абсолютна заборона всіх примусових та невільних заходів, включаючи обмеження та ізоляцію людей із психічними чи інтелектуальними порушеннями, мала застосовуватися».

### Спостереження
Декілька партій, таких як права «Народно-демократична партія Німеччини» (NPD) та комуністична платформа Партії Лівих, перебувають під спостереженням від Verfassungsschutz («Федеральне бюро з охорони конституції»). Використання інформаторів поліції іноді[хто?] критикується як занадто ексцесивне[джерело?]. Пропозиція позначити NPD незаконною організацією була відхилена, оскільки стало відомо, що багато дій NPD фактично контролювалися Verfassungsschutz. Окрім партій, Німецький уряд поклав Церква Саєнтології та її членів в Німеччині під спостереження за Verfassungsschutz з 1997 року з метою припинення порядку на підставі німецького Grundgesetz. Див. також: Саєнтологія в Німеччині.

## Вразливі соціальні групи

### Меншини та іноземні батьки
Етнічні меншини недостатньо представлені в політичному процесі та громадському житті, особливо в державній службі. Були випадки нападів на меншини у країні соціально-консервативними групами, хоча Німеччина, особливо через свою минулу історію, дуже обережна стосовно толерантності та інтеграції. У 2010 році Державний департамент США повідомив, що «праворадикальне екстремістське насильство та образи меншин та іноземців були проблемами».

### Торгівля людьми
У Європі зросла увага до проблеми торгівлі людьми як проблеми прав людини (див. основну статтю: торгівля людьми). Завершення комунізму і розпад Радянського Союзу та Югославії сприяли зростанню торгівлі людьми, причому більшість жертв — жінки, яких примушують до проституції. Німеччина є транзитною та кінцевою країною для осіб, переважно жінок, яких торгують головним чином з Центральної та Східної Європи та з Африки з метою сексуальної експлуатації. Лише Росія відповідала за чверть ідентифікованих жертв, про яких повідомлялося в 2003 році, останньому році, за яким є статистика. Вперше в статистиці Німеччини враховані німецькі громадяни, кількість яких становила 127 осіб.

### Права ЛГБТ
Права лесбійок, геїв, бісексуальних і трансгендерних осіб (ЛГБТ) в Німеччині значно розвивалися протягом останніх десятиліть. З 29 червня 2017 року Німеччина легалізувала одностатеві шлюби, які надають ті ж права, що й гетеро одруженим парам. Одностатеве усиновлення також легалізоване з 2005 року і розширене в 2013 році, щоб дозволити особі в одностатевих стосунках усиновити дитину, яку вже усиновив(-ла) її партнер (ка); однак спільне усиновлення ще не було законодавчо врегульовано. Захист від дискримінації на підставі сексуальної орієнтації та гендерної ідентичності відрізняється в різних частинах Німеччини, але в принципі заборонено дискримінацію на роботі та надання товарів і послуг на всій території країни. Трансгендерам дозволено змінювати свою законну гендерну приналежність з 1980 року. Спочатку закон вимагав від них проведення хірургічного втручання в їхні статеві органи для зміни ключових документів особи. Однак це було визнано неконституційним.

### Права інтерсекс-людей
Інтерсекс-люди в Німеччині не мають визнання їх прав на фізичну недоторканність та самовизначення відносно власного тіла і не мають специфічного захисту від дискримінації за ознакою статевих характеристик. У відповідь на запитання Німецької етичної ради у 2012 році уряд прийняв законодавство у 2013 році, спрямоване на класифікацію деяких інтерсекс-немовлят до de facto третьої категорії. Законодавство було висміяне громадськістю та організаціями прав людини як неадекватне.
Дослідження, опубліковане в 2016 році, не виявило суттєвого зменшення кількості медичних втручань у випадках інтерсексності на немовлятах та дітях у період з 2005 по 2014 рік. Організації Об'єднаних Націй і Міжнародна Амністія приєдналися до місцевих організації громадянського суспільства інтерсексних осіб у закликах до забезпечення захисту.

## Також
- Антитциганізм
- Екологічний расизм в Європі
- Нацистська Німеччина